# Girls, Guitars and Gibson
| Recensione | Giudizio |
| ---------- | -------- |
| AllMusic   |          |

Girls, Guitars and Gibson è un album del cantante e chitarrista statunitense Don Gibson, pubblicato nell'agosto del 1961.
Il singolo Sea of Heartbreak (brano non compreso nell'album a differenza della canzone del lato B: I Think It's Best (To Forget Me)) raggiunse la ventunesima posizione della classifica Billboard Hot 100.

## Tracce

### LP
(1961, RCA Victor Records, LPM-2361/LSP-2361)
Lato A
1. Lonesome Road – 2:44 (Tradizionale) – Registrato il 2 maggio 1961
2. I Think It's Best (To Forget Me) – 2:18 (Don Gibson) – Registrato il 5 aprile 1961
3. Born to Lose – 2:27 (Frankie Brown (Ted Daffan)) – Registrato il 1º maggio 1961
4. White Silver Sands – 2:43 (Charles "Red" Matthews, Gladys Hart) – Registrato il 1º maggio 1961
5. No One Will Ever Know – 2:51 (Mel Foree, Fred Rose) – Registrato il 1º maggio 1961
6. Fireball Mail – 1:47 (Floyd Jenkins) – Registrato il 1º maggio 1961

Durata totale: 14:50
Lato B
1. Above and Beyond – 2:05 (Harlan Howard) – Registrato il 2 maggio 1961
2. Driftwood on the River – 2:48 (Bob Miller, John Klenner) – Registrato il 1º maggio 1961
3. Camptown Races – 1:52 (Stephen Foster) – Registrato il 1º maggio 1961
4. Beautiful Dreamer – 2:40 (Stephen Foster) – Registrato il 1º maggio 1961
5. Cute Little Girls – 1:52 (Pearl Woods) – Registrato il 2 maggio 1961
6. The Last Letter – 3:24 (Rex Griffin) – Registrato il 1º maggio 1961

Durata totale: 14:41

## Formazione
- Don Gibson – voce, chitarra

### Gruppo
- Johnny Smith – chitarra (eccetto in A2)
- Hank Garland – chitarra (in tutti i brani)
- Chet Atkins – chitarra (A2)
- Harold Bradley – chitarra (in tutti i brani)
- Floyd Cramer – pianoforte (in tutti i brani)
- Bob Moore – contrabbasso (in tutti i brani)
- Buddy Harman – batteria (in tutti i brani)
- Anita Kerr Singers (gruppo vocale) – cori (in tutti i brani)[4]

### Produzione
- Chet Atkins – produzione
- Registrazioni effettuate al RCA Victor Studio di Nashville, Tennessee
- Bill Porter – ingegnere delle registrazioni[5]